# Ceraceopsora elaeagni
Ceraceopsora elaeagni är en svampart som beskrevs av Kakish., T. Sato & S. Sato 1984. Ceraceopsora elaeagni ingår i släktet Ceraceopsora och familjen Chaconiaceae.   Inga underarter finns listade i Catalogue of Life.